# Gerersdorf (Baixa Áustria)
Gerersdorf (Baixa Áustria) é um município da Áustria localizado no distrito de Sankt Pölten-Land, no estado de Baixa Áustria.